# Bimbós kel
| Energia 43 kcal 179 kJ |        |
| Szénhidrátok | 8.95 g |
| - Cukrok 2.2 g |        |
| - Étkezési rostok 3.8 g |        |
| Zsír | 0.3 g  |
| Fehérje | 3.38 g |
| A-vitamin ekviv. 38 μg | 5%     |
| β-karotin 450 μg | 4%     |
| Tiamin (B1-vitamin) 0.139 mg | 12%    |
| Riboflavin (B2-vitamin) 0.09 mg | 8%     |
| Niacin (B3-vitamin) 0.745 mg | 5%     |
| Pantoténsav (B5-vitamin) 0.309 mg | 6%     |
| B6-vitamin 0.219 mg | 17%    |
| Folsav (B9-vitamin) 61 μg | 15%    |
| C-vitamin 85 mg | 102%   |
| E-vitamin 0.88 mg | 6%     |
| K-vitamin 177 μg | 169%   |
| Kalcium 42 mg | 4%     |
| Vas 1.4 mg | 11%    |
| Magnézium 23 mg | 6%     |
| Mangán 0.337 mg | 16%    |
| Foszfor 69 mg | 10%    |
| Kálium 389 mg | 8%     |
| Nátrium 25 mg | 2%     |
| Cink 0.42 mg | 4%     |
| Közvetlen hivatkozás az USDA adatbázisra A százalékos értékek az amerikai felnőttek számára javasolt napi mennyiségre (RDA) vonatkoznak. Forrás: USDA tápanyag adatbázis |        |

A bimbós kel vagy kelbimbó (Brassica oleracea convar. oleracea var. gemmifera) a vadkáposzta (Brassica oleracea) egy termesztett változata. A 19. században Belgiumban nemesítették ki, emiatt angolul például „brüsszeli bimbónak” (brussel sprouts) is nevezik.
A káposztafélék családjába tartozó kétéves növény, közvetlen rokona a fejes káposztának. Első évben hozza a főszáron a fogyasztásra alkalmas hajtásokat (bimbókat), második évben a becőtermést.

## Tulajdonságai
Fontos házikerti díszzöldség: nemcsak a magas, oszlopszerű szárán növő kis káposztafejek, a kelbimbók érdekesek, de ősszel különböző színt öltő levelei, másodéves, sárga virágú tövei és becőtermései is mutatósak. Főgyökere erőteljes, dús oldalgyökerekkel mélyre (80–100 cm-re) hatol, ezért szárazságtűrő. Szára közepesen fásul, olykor 130 cm magas, tengelyszerű. Hosszú nyélen lelógó, tojás alakú, szürkészöld levelei köntösként védik a tenyészidő végére hónaljukban képződő, kicsiny, tömör fejes káposztaszerű  bimbókat. Virágzati szára elérheti a 150 cm-t. Nektártartalmú vegyes beporzású virágai májusban nyílnak.

## Termesztése
Nem igényes növény, azonban leginkább a középkötött, kissé meszes talajokban termeszthető. Több káliumot és kevesebb nitrogént igényel. Fény- és vízigényes, bár a káposztafélék közül a leginkább szárazságtűrő.
Magyarországon leginkább házikertekben ültetik. Az 5-6 hetes palántákat június elején kell kiültetni. Tápanyagigényes. A kisebb fagyokat jól bírja. 
A bimbós kel másodterménynek számít, mert viszonylag későn kerül a veteményeskertbe. Jó előnövényei a hüvelyesek és a jól trágyázott kapáskultúrák. Utána paprikát és más zöldségféléket vethetünk.

## Fajták

### Fontosabb kártevői és betegségei
Nyáron a palántákat gyakran támadják meg a földibolhák (Phyllotreta sp.). Később a káposzta-bagolypille (Barathra (syn. Mamestra) brassicae) hernyója rágja a lombot, a levéltetvek (Brevicoryne brassicae)  telepednek meg rajta, és késő ősszel a meztelen csigák lepik el.

## Felhasználása
Tartalmaz A-, B1-, B2-, C- és K-vitamint (90 mg/100 g), karotint, 5,4% szénhidrátot, 4,3-5,3% fehérjét, 13-16% szárazanyagot (ennél több csak a leveles kelé), 1,3% rostot, ásványi sókat (Ca, P, Fe), íz- és zamatanyagokat. 193–203 J az energiaértéke.
Bimbói sokféleképp elkészíthetők. C-vitamin tartalmát mélyhűtve és főzve is jórészt (50 mg/100 g) megőrzi. Az első fagyos napok után szedett kelbimbó édesebb, és káposztaíze sem annyira erős.
Óriási levél- és szártömege miatt kitűnő takarmány.